# Ufag C.I
L'Ufag C.I era un monomotore biplano da ricognizione sviluppato dall'azienda austro-ungarica Ungarische Flugzeugfabrik AG (Ufag) alla fine degli anni dieci del XX secolo e prodotto, oltre che dalla stessa, anche su licenza dalla Phönix.
Entrato in produzione nel 1918 riuscì ad essere utilizzato dalla K.u.k. Luftfahrtruppen, l'aeronautica militare austro-ungarica, solamente nelle fasi finali della prima guerra mondiale.

## Storia del progetto
L'Ufag, che dal 1915 produceva velivoli da combattimento su licenza della tedesco imperiale Jacob Lohner Werke und Sohn e della Hansa und Brandenburgischen Flugzeugwerke GmbH, decise di realizzare un proprio velivolo affidandone il progetto ad un gruppo di ingegneri progettisti diretto da Stanko Bloudek. Basandosi sull'esperienza acquisita nella produzione precedente, nel 1917 venne sviluppato il C.I, designazione imposta dalle normative Idflieg che assegnava il Type C ai velivoli da ricognizione. Dopo che gli iniziali tre esemplari, realizzati prima della fine dell'anno, furono valutati idonei al ruolo richiesto ne venne avviata la produzione in serie.
Per ovviare alle richieste imposte dall'impegno bellico il C.I venne inoltre prodotto su licenza anche dalla Phönix Flugzeugwerke.

## Tecnica
Il C.1 era un velivolo dall'aspetto piuttosto tradizionale e, come consuetudine per i velivoli dell'epoca, era realizzato con struttura mista in legno e tubi d'acciaio ricoperta da tela.
La fusoliera, a sezione quadrata, era caratterizzata dalla presenza di due abitacoli aperti in tandem, l'anteriore destinato al pilota ed il posteriore per l'osservatore/mitragliere. Posteriormente terminava in un impennaggio di coda tradizionale monoderiva, dotato di timone e piani orizzontali ricoperti in tela, questi ultimi controventati ed a pianta triangolare.
La configurazione alare era biplana a scalamento positivo, con ali superiore ed inferiore di ugual misura, la superiore posizionata poco più alta e collegata alla fusoliera da un castello tubolare, l'unica dotata di alettoni, e l'inferiore spostata verso la parte posteriore; le due superfici erano collegate tra loro da una coppia di montanti interalari, una per lato, integrati da tiranti in cavetto d'acciaio.
Il carrello d'atterraggio era semplice, fisso, costituito da un castello tubolare posto sotto la fusoliera dotato di grandi ruote collegate tra loro da un asse rigido, integrato posteriormente da un pattino d'appoggio.
La propulsione era affidata ad un motore Hiero 6, un 6 cilindri in linea raffreddato ad acqua capace di erogare una potenza pari a 230 PS (169 kW), abbinato ad un'elica bipala in legno a passo fisso.
L'armamento era costituito da due (o tre) mitragliatrici Schwarzlose MG M.07/12 calibro 8 mm, una in caccia rivolta in avanti e la seconda, brandeggiabile e montata su un anello a corona, rivolta verso la parte posteriore, azionabile dal secondo membro dell'equipaggio.

## Impiego operativo
L'Ufag C.I venne introdotto nei primi mesi del 1918 e dopo la sua valutazione positiva progressivamente assegnato almeno a due Fliegerkompanie (Flik) della k.u.k. Luftfahrtruppen, le Flik 47/F e 58/D, nelle quali venne utilizzato in missioni di ricognizione, anche fotografica d'alta quota, fino al termine del conflitto.
Al 15 ottobre ci sono in linea 2 esemplari nella Flik 58/D di Beano (Codroipo), 5 nella Flik 19K, 2 nella Flik 22K, 1 nella Flik 35K, 1 nella Flik 44K, 1 nella Flik 62D, 4 nella Flik 4P, 4 nella Flik 28K, 4 nella Flik 52K, 2 nella Flik 11F di San Pietro in Campo dell'Aeroporto di Belluno, 1 nella Flik 39P di San Pietro in Campo, 1 nella Flik 53S, 2 nella Flik 16K, 1 nella Flik 66K, 5 nella Flik 15F di Levico Terme, 1 nella Flik 24 e 3 nella Flik 36K di Novaledo.

## Velivoli comparabili
Austria-Ungheria
- Hansa-Brandenburg C.I

 Germania
- Albatros C.I

 Regno Unito
- Armstrong Whitworth F.K.8
- Royal Aircraft Factory R.E.8

## Utilizzatori
Austria-Ungheria
- k.u.k. Luftfahrtruppen